# Toyota Aygo
Toyota Aygo — небольшой городской автомобиль, продаваемый компанией Toyota в Европе с 2005 года. Все автомобили произведены на новом заводе совместного предприятия TPCA (чеш.  Toyota Peugeot Citroën Automobile Czech, s.r.o., Тойота Пежо Ситроен Автомобиль) в городе Колин в Чехии; некоторые автомобили японского производства, например, 2006 года выпуска. 
Впервые Aygo был представлен на Женевском автошоу в 2005 году. Название автомобиля происходит от «i-go», символизирует свободу и передвижение.

## Первое поколение

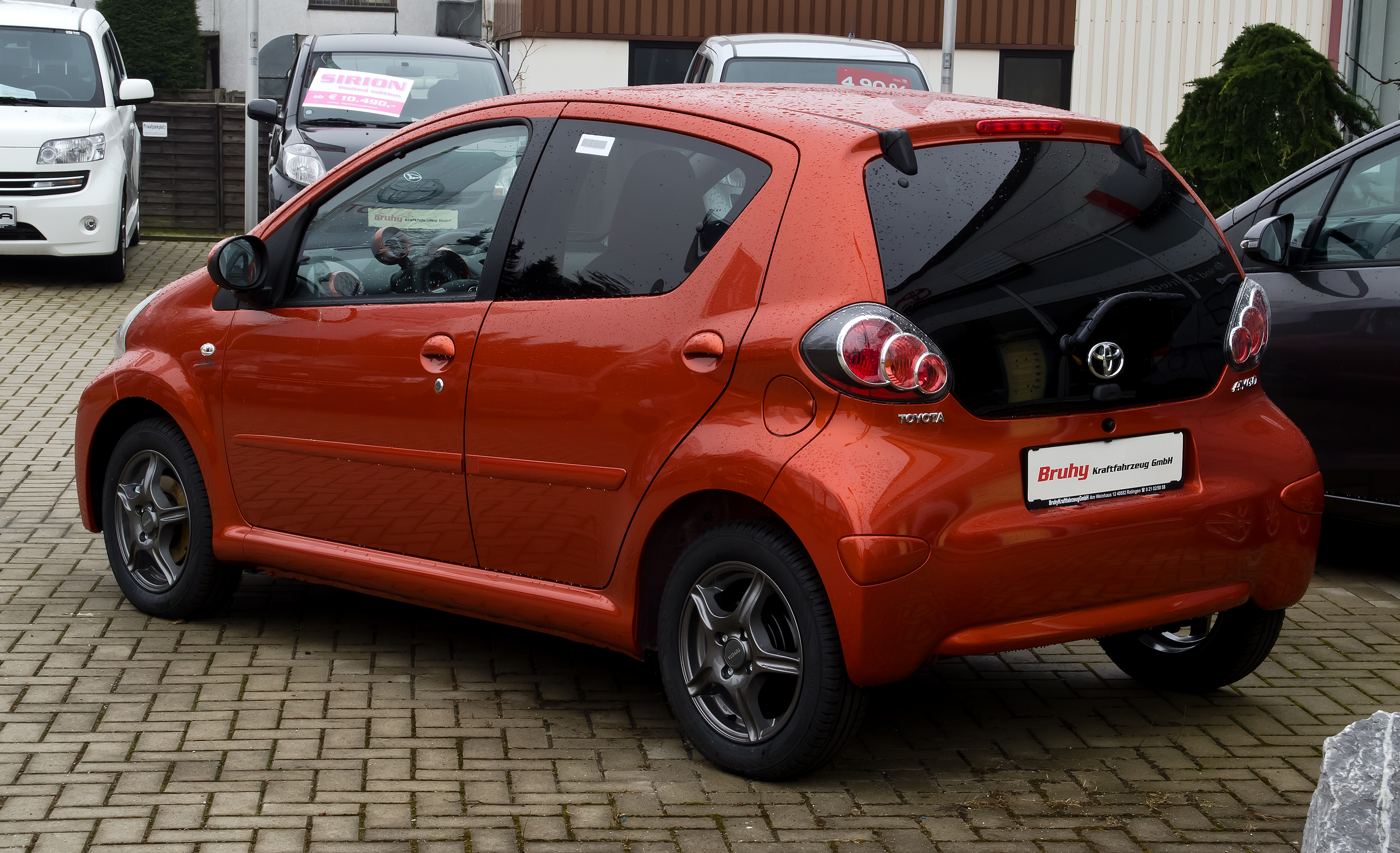
Вид сзади

Решение выпускать маленькие автомобили с затратами на его разработку с обеих сторон было принято в 12 июля 2001 года, президентами Toyota и PSA Peugeot Citroën (en:Fujio Cho и en:Jean-Martin Folz соответственно). Этот проект был назван B-Zero. Peugeot 107 и Citroën C1 — это версии одного автомобиля от разных компаний (марок) — см. Авто-ребеджинг.
Цена Aygo начиналась с 8500 евро (6845 фунтов). Автомобиль отличался от собратьев (Пежо 107 и Ситроен C1) интерьером, маркой, названием и легко узнаваемой задней частью автомобиля. 
Планировалось выпускать 300 тыс. автомобилей в год, по 100 000 авто каждой марки. 
Продажи начались в июле 2005 года и были доступны 5- и 3-дверные версии в кузове хетчбэк. 
Были доступны две версии двигателей: бензиновый 1,0-литровый 3-цилиндровый мощностью 68 л. с. (51kВт), и дизельный 1,4 литра HDi 4-цилиндровый мощностью 54 л. с. (40kВт).
В январе 2010 года часть автомобилей Aygo, а также Пежо 107 и Ситроен C1, были отозваны в связи с заеданием педали акселератора в нажатом состоянии. По информации предоставленной компанией Toyota, неисправность имела место только на автомобилях с автоматической коробкой передач.

### 2009 и 2012

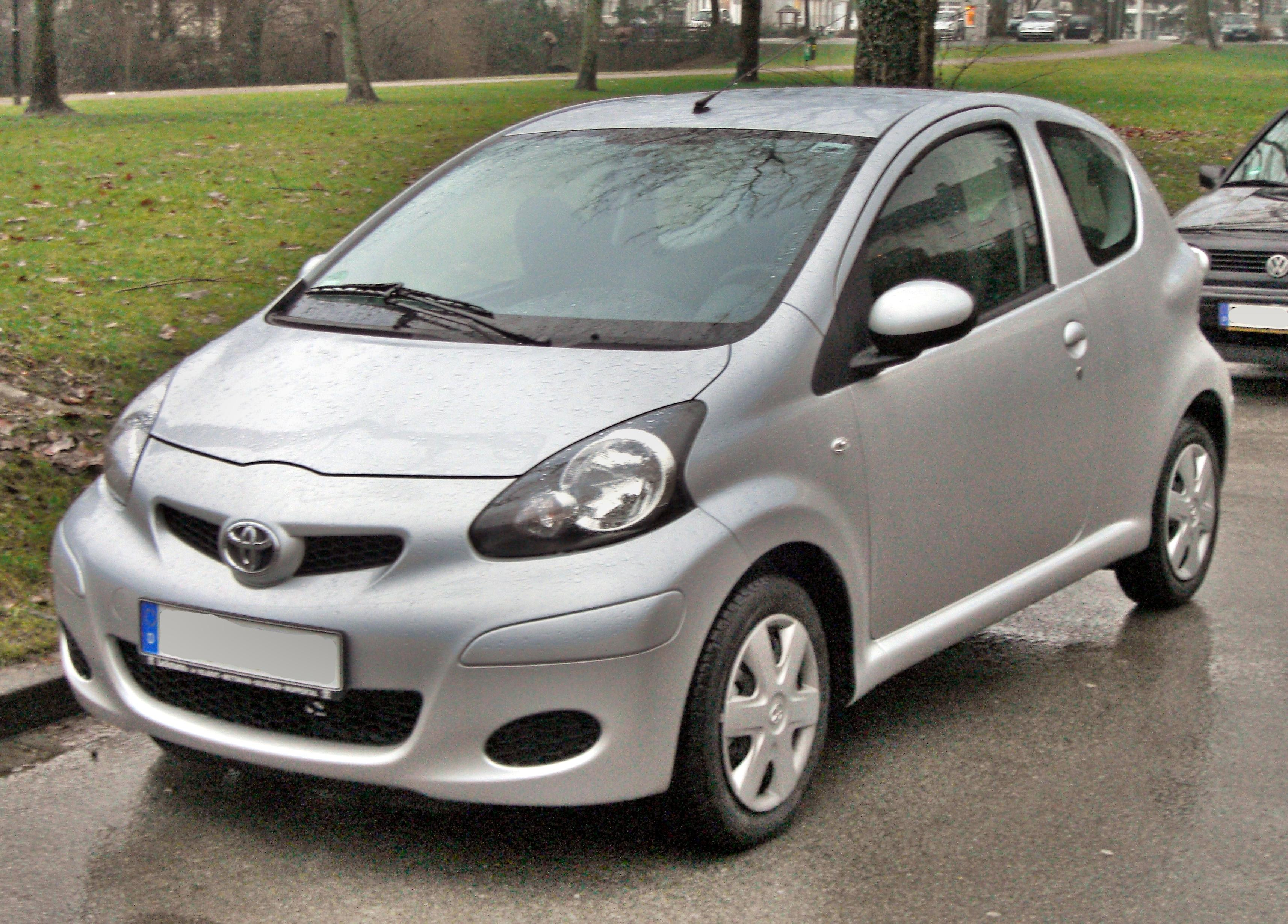
2009 Toyota Aygo facelift

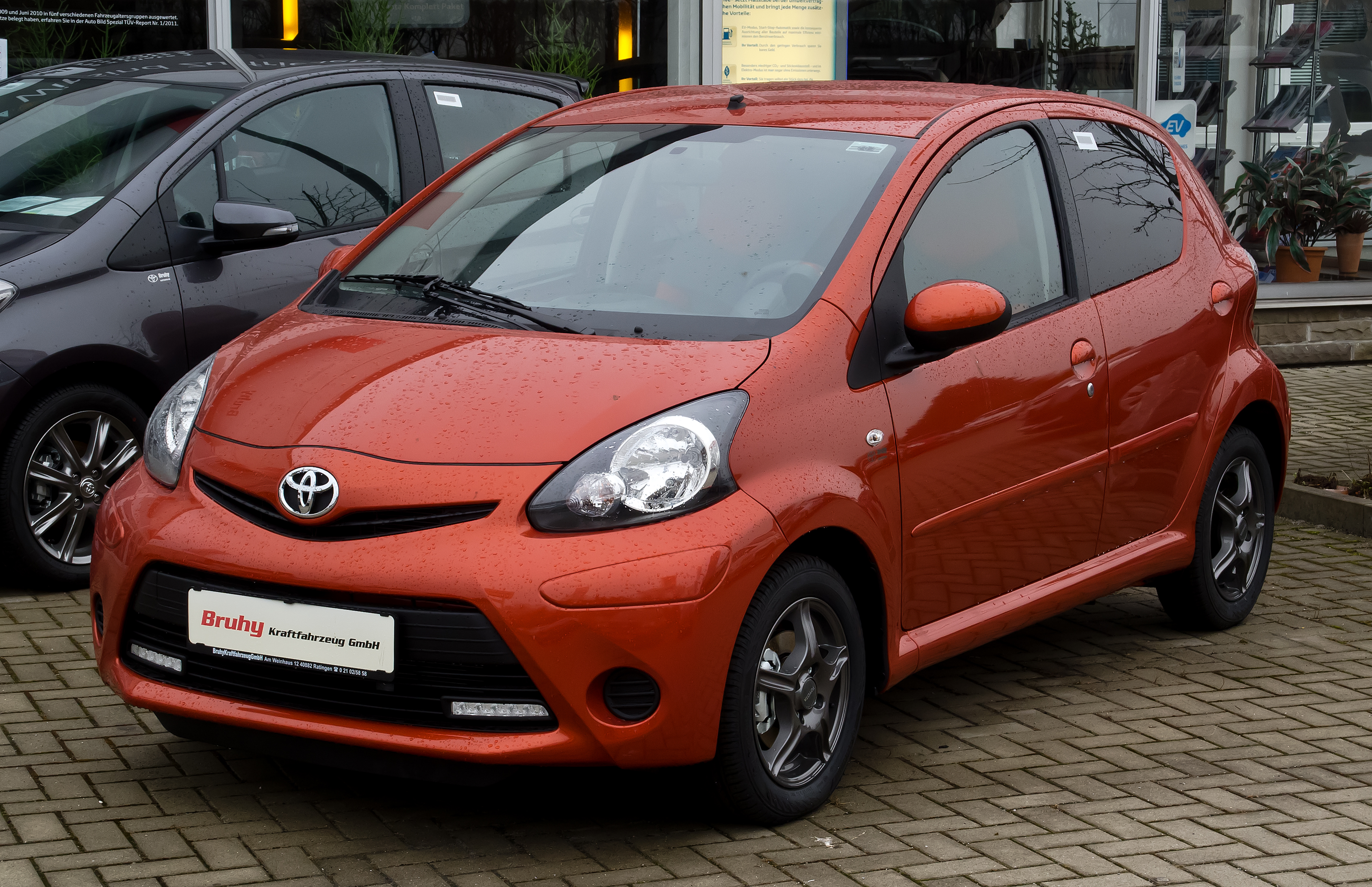
2012 Toyota Aygo facelift

В 2009 Aygo и его братья Пежо 107 и Ситроен C1 были обновлены. Изменения коснулись задних фонарей, переднего бампера и решётки радиатора. Комплектации не изменились. Были снижены выбросы CO2 и увеличена экономия топлива. 
Также стали доступны новые цвета кузова.

### Безопасность
Автомобиль прошёл тест Euro NCAP в 2012 году:
| Euro NCAP                                                       | Euro NCAP | Euro NCAP | Euro NCAP             |
| --------------------------------------------------------------- | --------- | --------- | --------------------- |
| · общий рейтинг                                                 |           |           |                       |
| 68%                                                             | 73%       | 53%       | 71%                   |
| взрослый пассажир                                               | ребёнок   | пешеход   | активная безопасность |
| Протестированная модель: Toyota Aygo 1,0 High Grade, LHD (2012) |           |           |                       |

## Второе поколение

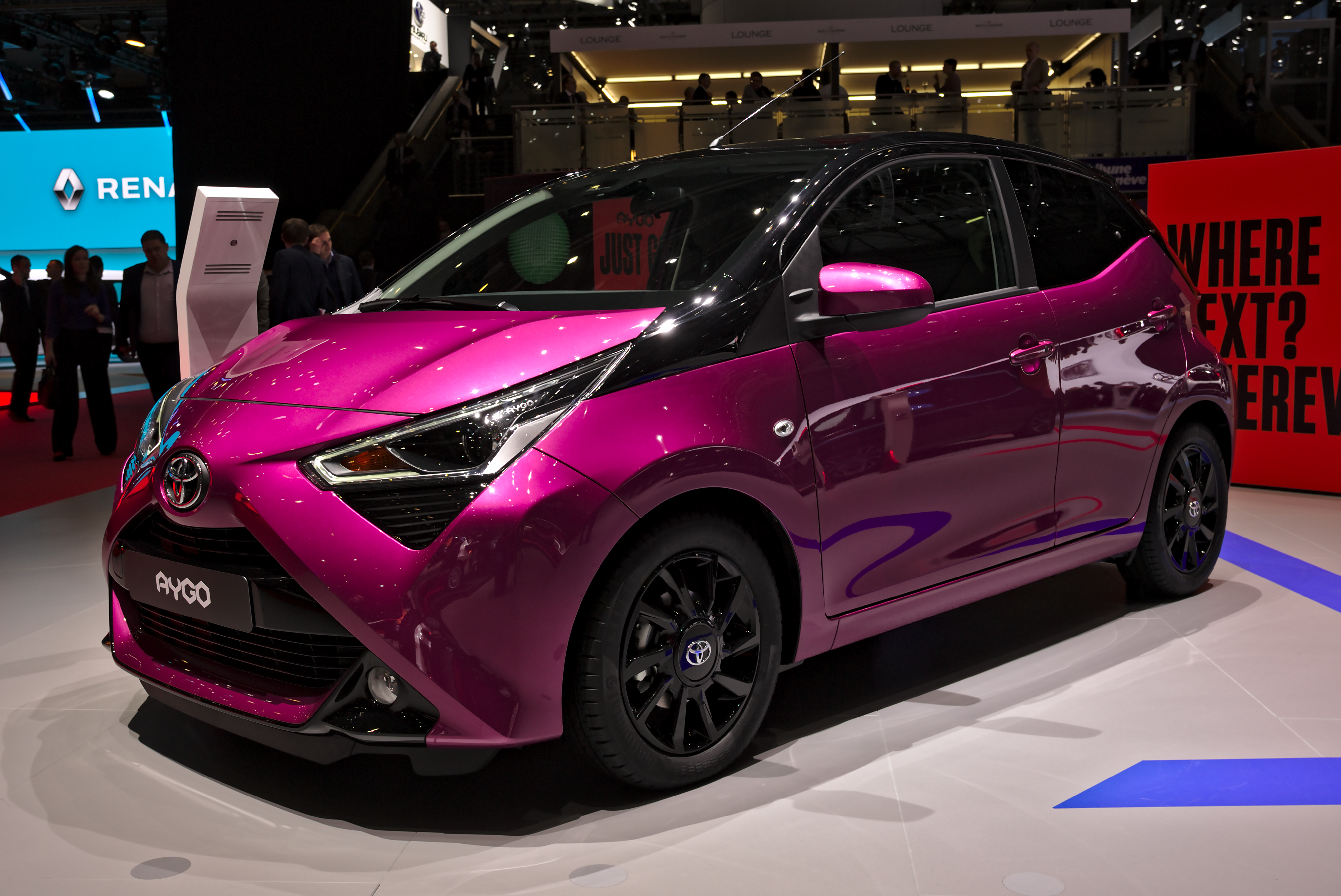

Второе поколение Aygo было показано в 2014 году на Женевском автосалоне.